# Schneidbrenner

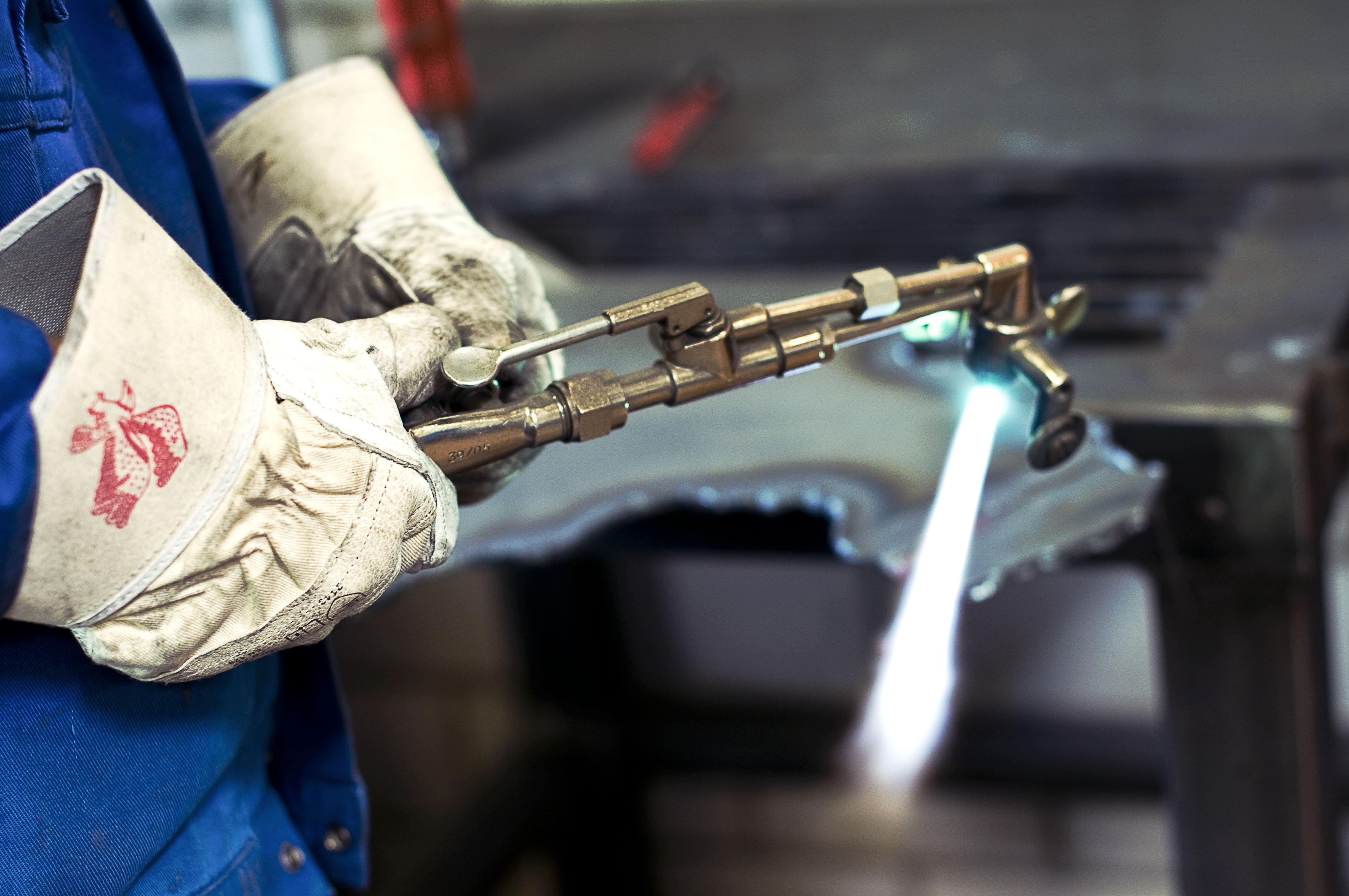
Handschneidbrenner

Düsen eines Brennschneiders

Ein Schneidbrenner (auch Brennschneidgerät, Brennschneider oder umgangssprachlich Schlauch- oder Feuersäge genannt) ist ein Werkzeug zum Brennschneiden von Metallen und anderen Stoffen. Die entsprechende Werkzeugmaschine ist eine Brennschneidemaschine.

## Funktionsweise

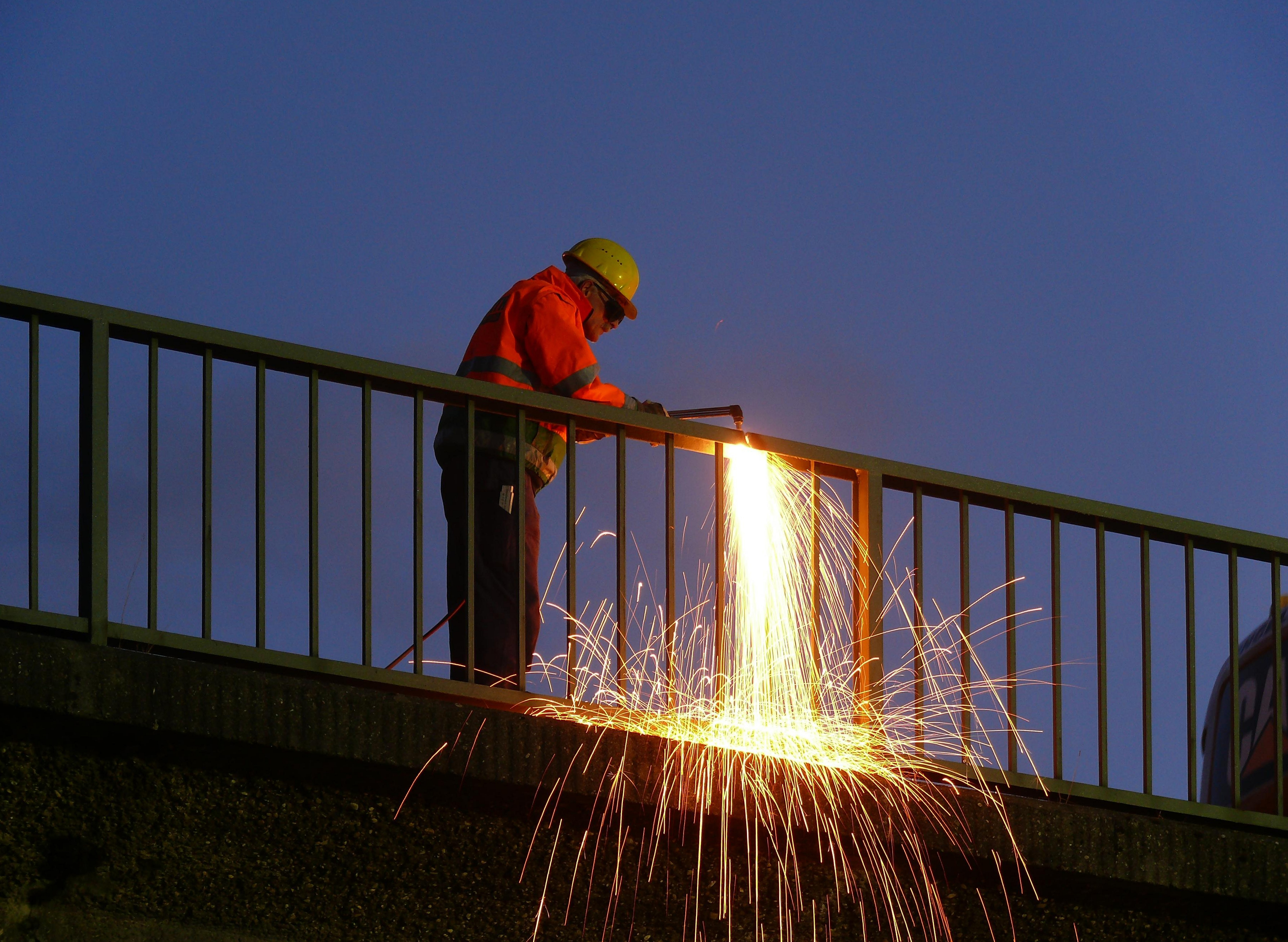
Trennen eines Brückengeländers mit einem Schneidbrenner

Mit einer Heizflamme – ähnlich der eines Schweißbrenners – wird das zu schneidende Material auf seine Zündtemperatur erwärmt (meist über 1000 °C). Durch das Zuschalten des Schneidsauerstoffs, der unter Druck durch die Heizflamme geblasen wird, wird das Material verbrannt und die Schlacke am Flammaustritt ausgeblasen. Für die Heizflamme wird ein Acetylen- oder Propan-Sauerstoff-Gemisch verwendet.
Die Zündtemperatur der zu schneidenden Metalle darf nicht zu hoch sein und die entstehenden Oxide müssen bei Arbeitstemperatur flüssig sein. Das trifft im Wesentlichen nur auf unlegierte und niedrig legierte Stähle zu. Stähle ab einer Mindestzugfestigkeit von 800 N/mm² müssen vorgewärmt werden, da sonst an den Schnittflächen und in der Wärmeeinflusszone ein sprödhartes Molekulargefüge (Martensit) entsteht. Grauguss ist wegen seines hohen Kohlenstoffanteils und des daraus resultierenden niedrigen Schmelzpunkts nicht schneidbar.
Der Vorteil des Verfahrens liegt in der Möglichkeit, mit einem relativ kleinen und leichten Arbeitsgerät große Materialstärken (bis 300 mm, in Sonderbauformen bis 1000 mm) bei hoher Vorschubgeschwindigkeit zu verarbeiten. Zum manuellen Schneiden müssen die zu bearbeitenden Teile im Allgemeinen nicht auf Vorrichtungen gespannt werden. Brandgefahr, Materialveränderungen an den Schnittkanten und vor allem der Spannungszustand der zu schneidenden Bauteile schränken die Anwendung ein.

## Anwendungsbereiche
Handschneidbrenner werden in Werkstätten oder auf Baustellen eingesetzt, auch gehören sie in Deutschland zur Ausrüstung des Technischen Hilfswerkes und der Feuerwehr. Maschinenschneidbrenner sind Bestandteil von Autogen-Brennschneidmaschinen.